# Sinan Al Shabibi
Sinan Al-Shabibi (Bagdad, Reino de Irak; 1 de julio de 1941-Ginebra, Suiza; 8 de enero de 2022) fue un economista iraquí que ocupó el cargo de gobernador del Banco Central de Irak desde septiembre de 2003 hasta octubre de 2012.

## Primeros años y educación
Nacido en Bagdad el 1 de julio de 1941, hijo del destacado iraquí Mohammed Ridha Al-Shabibi, Sinan se licenció en Economía por la Universidad de Bagdad (1966), obtuvo un diploma de estudios avanzados en desarrollo económico y un máster en Economía por la Universidad de Mánchester (1970, 1971), y un doctorado en Economía por la Universidad de Bristol (1975).

## Inicio de su carrera profesional
De abril de 1977 a diciembre de 1980, fue Jefe de la División de Preparación y Coordinación de Planes del Ministerio de Planificación iraquí, y de mayo de 1975 a marzo de 1977 trabajó como Jefe de la Sección de Importaciones y Comercialización del Ministerio de Petróleo iraquí.
Inmediatamente después del inicio de la guerra entre Irán e Irak, se trasladó a Ginebra, en Suiza, donde pasó de diciembre de 1980 a octubre de 2001 trabajando como economista principal en la Conferencia de las Naciones Unidas sobre Comercio y Desarrollo (UNCTAD).
El 1 de agosto de 2002, Al-Shabibi declaró, entre otros testigos, en la audiencia ante el Comité de Relaciones Exteriores del Senado sobre una posible acción militar en Irak. Los temas que abordó fueron el estado de la economía iraquí y su estabilización tras una posible campaña militar.

## Gobernador del Banco Central de Irak
Desde que asumió el cargo de gobernador del banco central, introdujo a los empleados del banco en los sistemas modernos de finanzas y pagos. Hizo que el banco pasara de las máquinas de escribir y las calculadoras a los ordenadores, lo introdujo en instrumentos financieros como las subastas de divisas y sustituyó los billetes de Irak anteriores a 2003 por el nuevo dinar iraquí entre octubre de 2003 y enero de 2004. También involucró directamente al Banco Central de Irak en los programas de cooperación del Fondo Monetario Internacional y el Banco Mundial, además de las negociaciones del Club de París, en las que 19 naciones ricas acreedoras acordaron en 2004 condonar el 80% de la deuda anterior a 2003 para ayudar a Irak a recuperarse de la invasión liderada por Estados Unidos en 2003. Las conversaciones para la condonación de la deuda con las naciones que no pertenecen al Club de París siguen en marcha.
En un esfuerzo por seguir modernizando el Banco Central de Irak, nombró a la arquitecta nacida en Bagdad Zaha Hadid en agosto de 2010 para diseñar la nueva sede del Banco Central en Bagdad. El 2 de febrero de 2012, Zaha Hadid se unió a Sinan en una ceremonia en Londres para firmar el acuerdo entre el Banco Central de Irak y Zaha Hadid Architects para las fases de diseño del nuevo edificio de la sede del CBI.
A pesar de un entorno interno y externo muy incierto, Al-Shabibi mantuvo la moneda iraquí, el dinar iraquí, firme en torno a 1 dólar = 1'190 IQD (1 dólar equivalía a 2'214 IQD en diciembre de 2002), ha reducido la inflación a un solo dígito (del 64% en 2006 al 5,2% en septiembre de 2012), ha cuadruplicado las reservas de oro del banco hasta las 32 toneladas y ha seguido siendo un firme defensor de la independencia del banco central. La aplicación de estas políticas, combinada con el aumento de los ingresos del petróleo, ha contribuido a aumentar las reservas de divisas hasta casi 67.000 millones de dólares (en septiembre de 2012), frente a los 2.700 millones de dólares de diciembre de 2002, apoyando aún más los fundamentos macroeconómicos de Irak con el fin de capear la futura volatilidad de los precios del petróleo.

## Vida personal y muerte
Murió el 8 de enero de 2022, a la edad de 80 años.

## Publicaciones
- "Globalización de las finanzas: Implicaciones para las políticas macroeconómicas y la gestión de la deuda", marzo de 2001, ponencia presentada en una conferencia sobre "Globalización y el Golfo" organizada por el instituto de Estudios Árabes e Islámicos, Universidad de Exeter, Inglaterra, 2-4 de julio de 2001.
- "Perspectivas de la economía iraquí: Facing the new reality". Ponencia presentada en una conferencia sobre "El futuro de Iraq", organizada por el Instituto de Oriente Medio, Washington. El documento se publicó en un libro con el mismo título en noviembre de 1997 y se reimprimió en la secretaría de la UNCTAD. Trata del efecto de las sanciones, la deuda y las reparaciones de guerra sobre las perspectivas futuras de la economía iraquí.
- "La participación árabe en la ayuda de la OPEP: Some related facts" en árabe, en Al-Mustaqbal Al-Arabi, Centro de Estudios de la Unidad Árabe, Beirut, septiembre de 1988.
- "OPEC Aid, Issues and Performance" en OPEC review, Viena, primavera de 1987.
- "Studies on the Iraqi Economy", Iraqi Economic Forum, Londres, 2002, pp. 24-27.

## Premios
- Arabian Business Power 500 – Listed among The World's Most Influential Arabs, June 2012., Arabic version – بالعربية
- Arabian Business Power 500 – Listed among The World's Most